# Jaskinia Sawickiego
Jaskinia Sawickiego – jaskinia krasowa w Niecce Nidziańskiej na terenie Garbu Wójczańsko-Pińczowskiego, we wsi Bronina, około 2,5 km od centrum Buska-Zdroju.
Jaskinia ma 173 m długości, prowadzi do niej 5 otworów, z których największy ma 4,6 m szerokości i 1 m wysokości.
Jaskinia została utworzona w gipsach mioceńskich przez podziemne odpływy wody z ciągu bezodpływowych depresji. Jest to sieć kanałów krasowych o przekroju kolistym, dzwonowatym i gruszkowatym.
Po raz pierwszy wzmiankowana 1918–1919 przez geologa Ludomira Sawickiego (stąd nazwa).